# Nightmare Anatomy
Nightmare Anatomy è il secondo album in studio del gruppo post-hardcore statunitense Aiden, pubblicato nel 2005.

## Tracce
1. Knife Blood Nightmare – 3:06
2. The Last Sunrise – 3:43
3. Die Romantic – 3:40
4. Genetic Design for Dying – 3:28
5. Breathless – 3:58
6. Unbreakable (I.J.M.A.) – 3:22
7. It's Cold Tonight – 3:13
8. Enjoy the View – 2:45
9. Goodbye We're Falling Fast – 3:34
10. This City Is Far from Here – 3:07
11. See You In Hell... – 3:13

## Formazione
- Wil Francis - voce, piano
- Angel Ibarra - chitarra
- Jake Wambold - chitarra, cori
- Nick Wiggins - basso, cori
- Jake Davison - batteria